# Саркофагоз
Саркофагоз (Sarcophagosis) — миаз, вызванный паразитированием личинок мух рода Sarcophaga.
Возбудители, мухи рода Sarcophaga (семейство Sarcophagidae, отряд Diptera) распространены повсеместно.
Механизм заражения: самки мух могут отложить яйца на язвы и раны человека (что обуславливает возникновение факультативного миаза ран), либо личинки и яйца могут поступать в организм с пищей (на которую отложили яйца самки), что вызывают случайный кишечный миаз.
Личинки могут вызывать кишечный миаз, при этом больные жалуются на боль в животе, рвоту. В кале наблюдаются живые личинки. Известен случай паразитирования в пальце, в результате инвазии из которого текла кровь и гной, палец пришлось ампутировать.
Личинки Sarcophaga могут вызывать также кожный миаз и назальный миаз.
Наконец, они могут вызвать и мочеполовой миаз.
Описан случай паразитирования личинок в дёснах (см. Оральный миаз).
Паразитирование Sarcophaga haemorrhoidalis проявлялось кровавым калом больного. Эти мухи могут переносить и различные микробы, например вирус полиомиелита. Личинки S. haemorrhoidalis могут паразитировать и в некротических тканях. Первый случай отомиаза (на наружном ухе) у человека был зарегистрирован в Иране в 1974 году. Примеры отомиаза вызванные S. haemorrhoidalis известны в Израиле, проявляются оталгией и зудом, в Италии в 1994 году и т. д.
В России описаны паразитирование S. haemorroidalis в ушах и в трофических язвах.
Sarcophaga crassipalpis паразитирует в ранах.
Sarcophaga peregrina могут вызвать вагинальный миаз.
Sacrophaga Georginia может вызвать назальный миаз.
Sarcophaga (Liosarcophaga) dux (Thompson, 1869) может вызвать офтальмомиаз, с проникновением личинок в роговицу. Лечение: удаление личинок из глаза. Также этот вид может вызвать отомиаз.
Лечение направлено на удаление личинок, проводится дезинфекция ран.